# Церква Успіння Пресвятої Богородиці на Почайнинській вулиці
Храм в ім'я Успіння Пресвятої Богородиці у м.Києві - кафедральний храм Древлеправославної Цекрви України. Розташований в Києві за адресою вулиця Почайнинська, будинок 26. До 1930-х років храм був освячений в ім'я Вознесіння Господнього.

## Історія
Древлеправославні християни (старовіри) оселилися в Києві на початку XIX століття, в основному це були купці. Тоді ж вони відкрили підпільну каплицю, про існування якої стало відомо в 1811 році, коли вона згоріла під час Подільської пожежі. У 1813 році купець Іван Алексєєв побудував нову моленну на вулиці Черая бруд з східного боку гори Киселівки. У 1860 році був побудований Успенський храм на Набережно-Микільській вулиці.
У 1863 році для храму Успіння Пресвятої Богородиці єпископом Балтським Варлаамом був висвячений на священика Куликов Кирило Іванович. Згодом відносини о.Кирила з громадою зіпсувалися, тому архієпископ Антоній (Шутов) зняв його з посади настоятеля, а для Успенського храму рукопоклав Кисільова Кирила Івановича. У 1874 році о.Кирил Куликов влаштував Вознесенський храм у власному будинку на Почайнинській вулиці, за фактом чого в 1876 році поліція порушила справу. 21 вересня 1876 року Київська палата кримінального і цивільного суду закрила справу, так, як законом заборонялося перебудову селянських хат під древлеправославні молитовні, а про міські будинки нічого сказано не було. У лютому 1888 року о.Кирил хотів покинути храм, посилаючись на матеріальну убогість, але єпископ Сильвестр не дозволив йому цього зробити.
У 1914 році настоятелем Успенського храму був протоієрей Полікарп Мясников, дияконом — Симон Іванович Маслов, головщіки — Василь Іванович Карпов і Іван Григорович Кольцов, церковним старостою — Терентій Іванович Крашенніков; настоятелем Вознесенського храму був о.Кирил Кисельов, дияконом — Петро Якович Гришакин, головщік — Семен Чистов.
Обидва храми були закриті радянською владою. У 1930-х роках богослужіння у Вознесенському храмі були відновлені, але тепер її освятили в ім'я Успіння Пресвятої Богородиці. Іконостас і церковне вбрання були перенесені сюди зі старого Успенського храму. Значну роль в захисті Вознесенського храму зіграв Федір Євгенович Торлін (розстріляний в 1938 році, реабілітований в 1955 році).
У 1988 році в цей храм з Вінниці була формально перенесена кафедра єпископа Київського, але храм знаходився в поганому стані і довгий час не мав постійного священика. У 2004 році на кафедральний храм призначений о.Олексій Комендантов з Приморського, Кілійського району, Одеської області, завдяки якому почалося відродження храму. Роками ведеться боротьба за повернення старого Успенського храму. 
Станом на 2023 рік настоятель храму - протоієрей Сергій Столярчук.